# 楯縫古墳
楯縫古墳（たてぬいこふん、楯縫1号墳）は、兵庫県豊岡市日高町鶴岡にある古墳。形状は円墳。楯縫古墳群を構成する古墳の1つ。兵庫県指定史跡に指定されている。

## 概要
兵庫県北部、円山川中流域東岸の多田屋谷の山裾（標高37メートル）に築造された古墳である。一帯には古墳約50基が7支群に分布して後期群集墳（楯縫古墳群）を形成し、本古墳はそのうち最大規模になる。盗掘に遭っており、墳丘の大部分は失われているほか、1974年（昭和49年）に調査が実施されている。
墳形は円形で、東西約29メートル・南北約27メートルを測る。埋葬施設は両袖式の横穴式石室で、西方向に開口する。石室全長13メートルを測る大型石室で、但馬地方では最大級の規模になる。石室内は盗掘に遭っているが、調査では金環・鉄刀・刀子・鉄鏃・鞘尻金具・鋲・馬具（轡・鐙・鉸具）・須恵器・土師器が検出されている。
築造時期は、古墳時代後期の6世紀後半頃と推定され、その後の追葬が想定される。但馬地方では屈指の横穴式石室墳であり、但馬国府の成立を考察するうえで重要視される古墳になる。
古墳域は1977年（昭和52年）に兵庫県指定史跡に指定されている。

## 遺跡歴
- 1974年度（昭和49年度）、調査（武庫川女子大学考古学研究会、1976年に報告書刊行）[1]。
- 1977年（昭和52年）3月29日、兵庫県指定史跡に指定。

## 埋葬施設
埋葬施設としては両袖式横穴式石室が構築されており、西方向に開口する。石室の規模は次の通り。
- 石室全長：13メートル
- 玄室：長さ5メートル、幅2.3メートル、高さ3.4メートル

石室の床面には河原石を敷く。

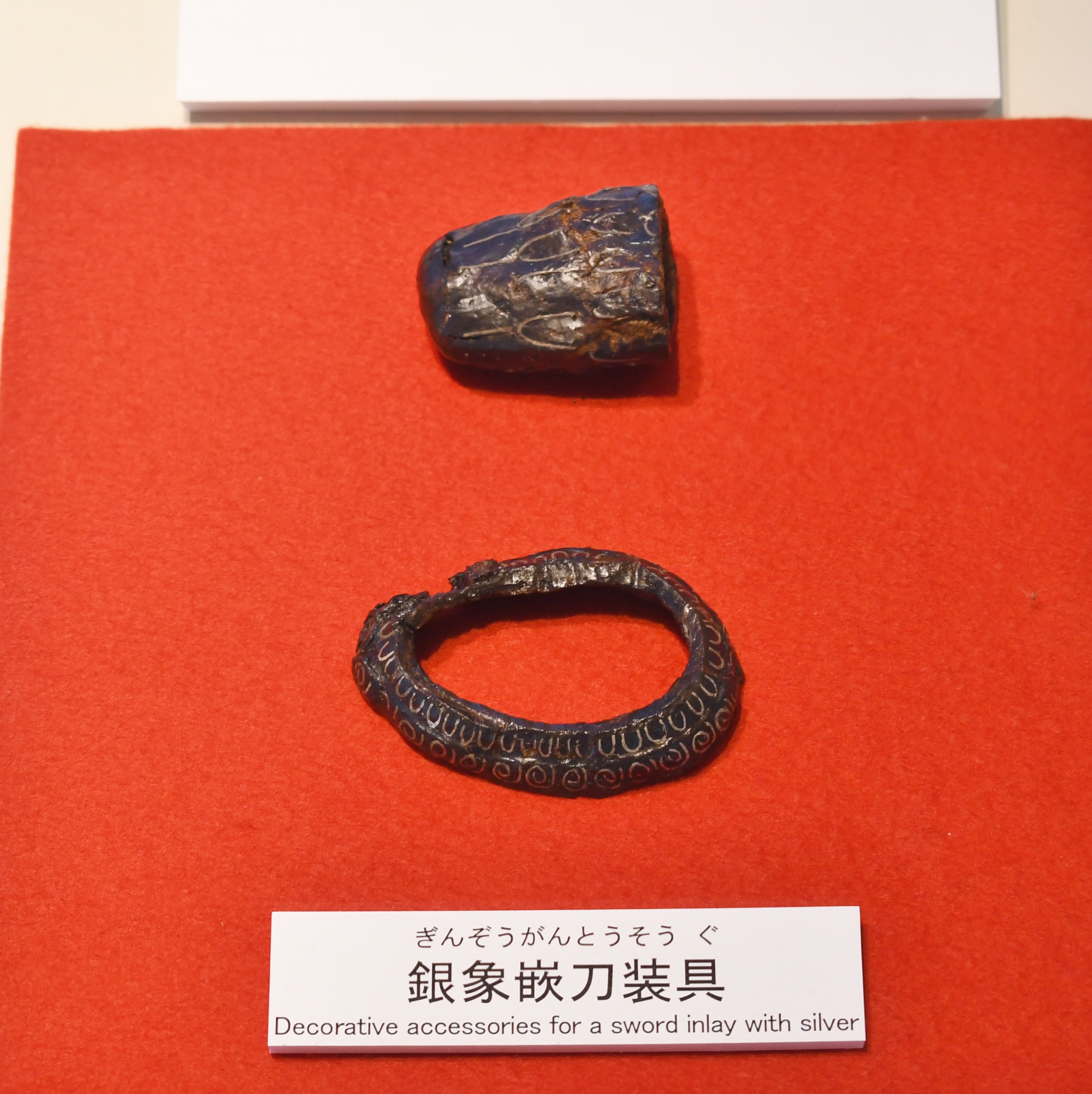
銀象嵌刀装具 但馬国府・国分寺館展示（他画像も同様）。
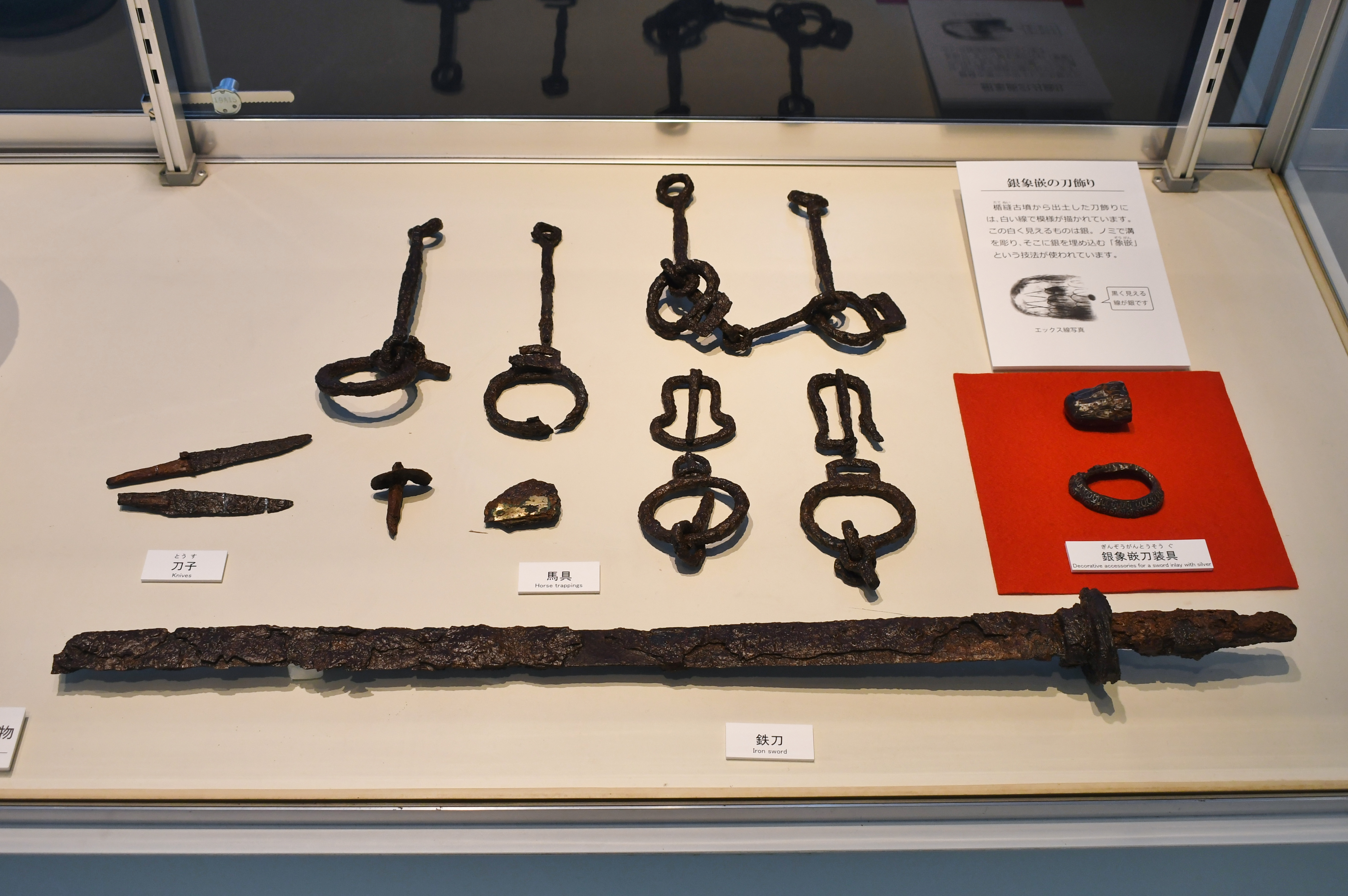
武器・馬具
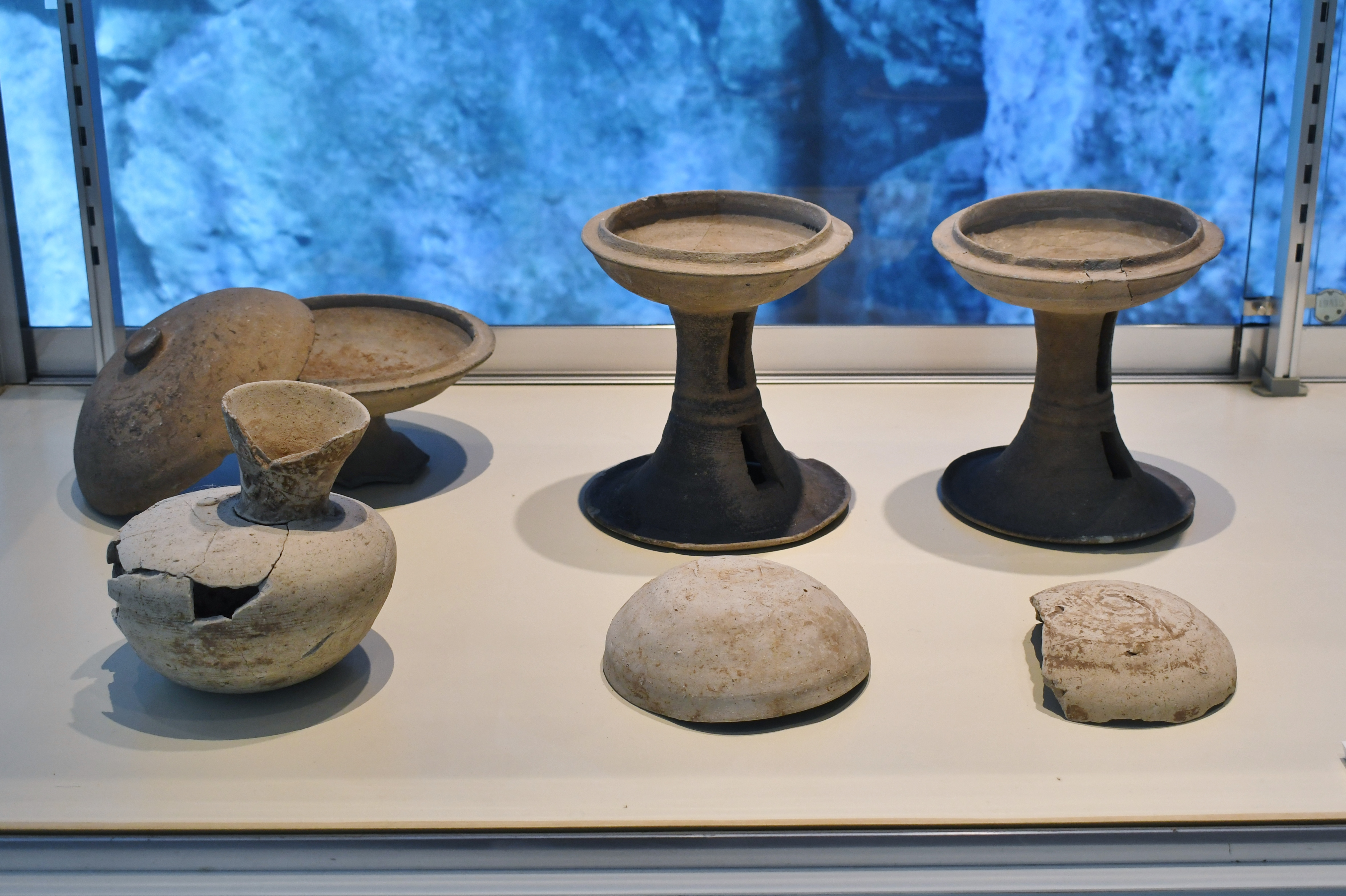
須恵器

## 文化財

### 兵庫県指定文化財
- 史跡
  - 楯縫古墳 - 1977年（昭和52年）3月29日指定。

## 関連施設
- 豊岡市立歴史博物館「但馬国府・国分寺館」（豊岡市日高町祢布） - 楯縫古墳の出土品を保管・展示。

## 関連文献
（記事執筆に使用していない関連文献）
- 武庫川女子大学考古学研究会 編『楯縫古墳・岩倉古墳群調査報告書』兵庫県城崎郡日高町教育委員会〈日高町文化財調査報告書第3集〉、1976年。
- 「楯縫古墳群」『日高町史』 資料編、日高町教育委員会、1980年。